# Мерам, Джастин
Джастин Джозеф Мерам (англ. Justin Joseph Meram; 4 декабря 1988, Шелби, Маком, Мичиган, США) — иракский футболист американского происхождения, нападающий и крайний полузащитник клуба «Мичиган Старз». Выступал за сборную Ирака.

## Карьера

### Клубная карьера
Окончил школу им. Эйзенхауэра в Мичигане и выступал за местную команду «Вардар», затем в течение двух лет учился в колледже Явапаи в Аризоне и играл за его команду в чемпионате колледжей. В 2008 году признан лучшим игроком своего возраста в турнире NJCAA и получил ряд других персональных призов. Одновременно играл за команду «Аризона Сауарос» в NSPL (четвёртый дивизион США), также выступал в местных любительских соревнованиях.
В 2009—2010 годах играл за команду Мичиганского университета. Дважды попадал во второй состав ежегодной символической сборной Конференции Big Ten. Сыграл 41 матч за свою команду и за это время забил 24 гола и отдал 14 голевых передач.
13 января 2011 года Мерам выбран на супердрафте MLS клубом «Коламбус Крю» под общим 15-м номером. 22 февраля 2011 года дебютировал в новой команде в матче Лиги чемпионов КОНКАКАФ против «Реал Солт-Лейк». Первый матч в MLS сыграл 28 мая 2011 года против «Чивас США». Свой первый гол забил в следующем сезоне, 13 мая 2012 года в ворота «Далласа», затем забивал голы ещё в двух матчах подряд. В сезоне 2014 забил 8 голов в MLS, что стало его лучшим результатом в карьере. В 2015 году вместе с командой стал вице-чемпионом регулярного сезона и финалистом плей-офф.
29 января 2018 года Мерам был обменян в «Орландо Сити» на $750 тыс. в целевых распределительных средствах, $300 тыс. в общих распределительных средствах и место иностранного игрока в сезоне 2019. За «Орландо Сити» дебютировал 3 марта 2018 года в матче стартового тура сезона против «Ди Си Юнайтед». 13 мая 2018 года в матче против «Атланты Юнайтед» забил свой первый гол за «львов».
3 августа 2018 года Мерам вернулся в «Коламбус Крю» в обмен на $700 тыс. в целевых распределительных средствах и место иностранного игрока в сезоне 2019.
7 мая 2019 года Мерам был обменян в «Атланту Юнайтед» на $100 тыс. в общих распределительных средствах и пик второго раунда супердрафта 2020. За «Атланту Юнайтед» дебютировал 12 мая 2019 года в матче против «Орландо Сити». 29 июня 2019 года в матче против «Монреаль Импакт» забил свои первые голы за «Атланту Юнайтед», оформив дубль. По окончании сезона 2019 «Атланта Юнайтед» отклонила опцию продления контракта с Мерамом и он стал свободным агентом.
11 февраля 2020 года Мерам присоединился к «Реал Солт-Лейк». За РСЛ дебютировал 29 февраля 2020 года в матче стартового тура сезона против «Орландо Сити». 22 августа 2020 года в матче против «Колорадо Рэпидз» забил свой первый гол за РСЛ. По окончании сезона 2021 срок контракта Мерама с «Реал Солт-Лейк» истёк, но 10 января 2022 года игрок подписал новый двухлетний контракт с клубом.
27 апреля 2023 года Мерам был приобретён клубом «Шарлотт» за $200 тыс. в общих распределительных средствах, а также дополнительные $150 тыс. в общих распределительных средствах при условии достижения им определённых показателей. За «Шарлотт» дебютировал 29 апреля 2023 года в матче против «Ди Си Юнайтед», выйдя на замену во втором тайме вместо Керуина Варгаса. 13 мая 2023 года в матче против «Атланты Юнайтед» забил свои первые голы за «Шарлотт», сделав дубль. По окончании сезона 2023 срок контракта Мерама с «Шарлоттом» истёк и клуб предложил игроку новый контракт.
В составе клуба «Мичиган Старз» из Национальной независимой футбольной ассоциации Мерам играл в матчах Открытого кубка США 2024.

### Карьера в сборной
В 2013 году оформил двойное гражданство, чтобы иметь возможность играть за сборную Ирака. Первый вызов в команду получил в сентябре 2013 года.
Дебютный матч за национальную команду сыграл 14 ноября 2014 года в рамках Кубка Персидского залива против сборной Кувейта, вышел в стартовом составе и отыграл все 90 минут, но его команда уступила 0:1.
В составе сборной Ирака участвовал в Кубке Азии 2015, сыграл в пяти матчах из шести, проведённых командой, и стал полуфиналистом турнира.
Первый гол за национальную сборную забил 3 сентября 2015 года в матче против Тайваня, реализовав пенальти на 91-й минуте.
18 октября 2021 года объявил о завершении выступлений за сборную, но в 2022 году вернулся в национальную команду.

## Личная жизнь
Джастин — младший из четырёх сыновей в семье Хикмата «Сэма» Азиза Мерама и Ламии Мансур Хормис. Его родители по национальности — ассирийцы, по вероисповеданию — халдео-католики. Отец эмигрировал из-под Мосула в США в 1967 году, а мать — в 1975 и познакомились они уже в Америке. В иракском паспорте имя футболиста записано как Джастин Хикмат Азиз, согласно принятым в стране традициям.